# Carex streptorrhampha
Carex streptorrhampha är en halvgräsart som beskrevs av Ernest Nelmes. Carex streptorrhampha ingår i släktet starrar, och familjen halvgräs. Inga underarter finns listade i Catalogue of Life.